# Егоров, Виталий Константинович
Виталий Константинович Егоров — советский хозяйственный и государственный деятель, лауреат Государственной премии СССР за выдающиеся достижения в труде.

## Биография
Родился в 1927 году в Юрьеве-Польском. Член КПСС.
Окончил железнодорожное училище в Александрове (Владимирская область) Московскую школу электровозных машинистов.
В 1946—1950 годах — помощник машиниста на Ярославской железной дороге.
В 1951—1960 годах — помощник машиниста, машинист электровоза, в 1960—1965 годах — машинист-инструктор, в 1965—1983 годах — машинист электровоза Златоустовского локомотивного депо.
В 1983—1999 годах — мастер производственного обучения в златоустовском СГПТУ-35.
В 1964 году объединил в одну колонну 23 отстающих машинистов депо, которые покрыли допущенный перерасход электроэнергии и дополнительно сэкономили 120 тыс. кВт-ч. В 1966 году В. К. Егоров инициировал движение за экономию электроэнергии, сэкономив за год более 80 тыс. кВт-ч и перевезя свыше 700 тонн груза сверх плана.
За высокую эффективность и качество работы на транспорте был в составе коллектива удостоен Государственной премии СССР за выдающиеся достижения в труде 1981 года.
Умер в Златоусте в 2006 году.

## Награды
- Орден Ленина (1966)